# De bouches à oreilles…
Cet article possède des paronymes, voir Bouche à oreille et De bouches à oreilles.
Albums de Tryo
Grain de sable
(2003) Fête ses 10 ans...
De bouches à oreilles… est un album live du groupe Tryo sorti en octobre 2004. Il est composé de deux CD qui contiennent chacun une partie d'un live. En effet, Tryo a voulu réunir dans un même album deux ambiances différentes.
Le premier CD est un live enregistré à l'Olympia quant au second, il est enregistré au Cabaret Sauvage. Il contient une chanson inédite : La Première Fois.

## Liste des titres

### CD 1: Live à l'Olympia
| CD 1 : Live à l'Olympia | CD 1 : Live à l'Olympia            | CD 1 : Live à l'Olympia | CD 1 : Live à l'Olympia | CD 1 : Live à l'Olympia | CD 1 : Live à l'Olympia | CD 1 : Live à l'Olympia | CD 1 : Live à l'Olympia | CD 1 : Live à l'Olympia | CD 1 : Live à l'Olympia |
| No                      | Titre                              | Durée                   |                         |                         |                         |                         |                         |                         |                         |
| ----------------------- | ---------------------------------- | ----------------------- | ----------------------- | ----------------------- | ----------------------- | ----------------------- | ----------------------- | ----------------------- | ----------------------- |
| 1.                      | Dans les nuages                    | 6 min 11 s              |                         |                         |                         |                         |                         |                         |                         |
| 2.                      | G8                                 | 3 min 54 s              |                         |                         |                         |                         |                         |                         |                         |
| 3.                      | Con par raison                     | 4 min 50 s              |                         |                         |                         |                         |                         |                         |                         |
| 4.                      | Co j'ai marre                      | 5 min 2 s               |                         |                         |                         |                         |                         |                         |                         |
| 5.                      | Awham (intro)                      | 1 min 59 s              |                         |                         |                         |                         |                         |                         |                         |
| 6.                      | Si la vie m'a mis là               | 4 min 57 s              |                         |                         |                         |                         |                         |                         |                         |
| 7.                      | Serre-moi                          | 5 min 12 s              |                         |                         |                         |                         |                         |                         |                         |
| 8.                      | Pour un flirt avec la crise        | 4 min 59 s              |                         |                         |                         |                         |                         |                         |                         |
| 9.                      | La main verte                      | 2 min 58 s              |                         |                         |                         |                         |                         |                         |                         |
| 10.                     | Comme les journées                 | 3 min 54 s              |                         |                         |                         |                         |                         |                         |                         |
| 11.                     | Yakamonéyé                         | 8 min 54 s              |                         |                         |                         |                         |                         |                         |                         |
| 12.                     | Pompafrik (les nouvelles colonies) | 10 min 46 s             |                         |                         |                         |                         |                         |                         |                         |
| 13.                     | Vacances au Texas (intro)          | 4 min 7 s               |                         |                         |                         |                         |                         |                         |                         |
| 14.                     | Maux de Bush                       | 3 min 48 s              |                         |                         |                         |                         |                         |                         |                         |
| 71 min 40 s             |                                    |                         |                         |                         |                         |                         |                         |                         |                         |

### CD 2: Live au Cabaret Sauvage
| CD 2 : Live au Cabaret Sauvage | CD 2 : Live au Cabaret Sauvage           | CD 2 : Live au Cabaret Sauvage | CD 2 : Live au Cabaret Sauvage | CD 2 : Live au Cabaret Sauvage | CD 2 : Live au Cabaret Sauvage | CD 2 : Live au Cabaret Sauvage | CD 2 : Live au Cabaret Sauvage | CD 2 : Live au Cabaret Sauvage | CD 2 : Live au Cabaret Sauvage |
| No                             | Titre                                    | Artiste invité                 | Durée                          |                                |                                |                                |                                |                                |                                |
| ------------------------------ | ---------------------------------------- | ------------------------------ | ------------------------------ | ------------------------------ | ------------------------------ | ------------------------------ | ------------------------------ | ------------------------------ | ------------------------------ |
| 1.                             | Les extrêmes                             |                                | 4 min 10 s                     |                                |                                |                                |                                |                                |                                |
| 2.                             | La révolution                            |                                | 4 min 37 s                     |                                |                                |                                |                                |                                |                                |
| 3.                             | Sortez-les                               |                                | 4 min 35 s                     |                                |                                |                                |                                |                                |                                |
| 4.                             | Plus on en fait                          |                                | 3 min 56 s                     |                                |                                |                                |                                |                                |                                |
| 5.                             | Tous en boîte - Armstrong                |                                | 2 min 23 s                     |                                |                                |                                |                                |                                |                                |
| 6.                             | Monsieur Bibendum                        |                                | 3 min 24 s                     |                                |                                |                                |                                |                                |                                |
| 7.                             | Paris                                    |                                | 8 min 0 s                      |                                |                                |                                |                                |                                |                                |
| 8.                             | Récréaction                              |                                | 5 min 2 s                      |                                |                                |                                |                                |                                |                                |
| 9.                             | La misère d'en face                      |                                | 6 min 53 s                     |                                |                                |                                |                                |                                |                                |
| 10.                            | La Première fois                         | Les Ogres de Barback           | 4 min 20 s                     |                                |                                |                                |                                |                                |                                |
| 11.                            | Désolé pour hier soir                    |                                | 7 min 10 s                     |                                |                                |                                |                                |                                |                                |
| 12.                            | C'est du roots                           |                                | 5 min 15 s                     |                                |                                |                                |                                |                                |                                |
| 13.                            | L'Hymne de nos campagnes (en acoustique) |                                | 4 min 13 s                     |                                |                                |                                |                                |                                |                                |
| 64 min 4 s                     |                                          |                                |                                |                                |                                |                                |                                |                                |                                |